# Barrandeina
La barrandeina (gen. Barrandeina) è una pianta estinta, vissuta nel Devoniano medio e superiore (380 – 360 milioni di anni fa). I suoi resti fossili sono stati ritrovati in Europa (Repubblica Ceca), Asia (Cina) e Nordamerica.

## Descrizione
L'aspetto di questa pianta era piuttosto curioso: vi era una sorta di tronco tozzo, costituito da coste arrangiate a spirale, irregolari, larghe e piatte. Questo tronco terminava in tre rami, che a loro volta probabilmente portavano fronde sottili. In generale, l'aspetto di Barrandeina doveva essere molto diverso da quello di altre piante devoniane, come Protolepidodendron, Archaeopteris, Pseudosporochnus e Wattieza, dotate generalmente di alti fusti di forma slanciata. Le dimensioni di Barrandeina non dovevano superare qualche decina di centimetri in altezza.

## Tassonomia
Nonostante l'aspetto insolito, è probabile che Barrandeina fosse una stretta parente di Protolepidodendron, e come quest'ultimo apparteneva alle licofite. Una possibile forma analoga è Barinophyton. La specie più nota di barrandeina è Barrandeina dusliana, rinvenuta per la prima volta in Repubblica Ceca, ma ulteriori ritrovamenti sono avvenuti in Cina insieme alla scoperta di nuove specie (B. contigua, B. lixianensis, B. multistriata, B. laxa).
Altri autori collocano la Barrandeina nella divisione delle Pteridophyta.